# Лукашёв (хутор)
Лукашёв — хутор в Белореченском районе Краснодарского края России. Входит в состав Дружненского сельского поселения.

## Географическое положение
Расположен в 8 км от центра поселения и в 7,8 км от районного центра.

## История
В «Списке населённых мест Северо-Кавказского края» за 1925 год хутор Лукашёв относился к Бжедуховскому сельскому совету Белореченского района Майкопского округа Северо-Кавказского края. Население составляло 79 человек (38 мужчин, 41 женщина), общее количество дворов — 17 (в среднем на двор приходилось 4,65 человек):202—203.

## Население
| 1925 | 1926 | 2002 | 2010 |
| ---- | ---- | ---- | ---- |
| 79   | ↗84  | ↘20  | →20  |

## Улицы
- ул. Лукашова[8].